# Mordko Fajerman
Mordko Fajerman (ur. ok. 1810 w Kałuszynie, zm. po 1880) – Żyd, warszawski cymbalista uliczny, popularna postać Warszawy XIX wieku.
Zamieszkał w Warszawie po pożarze w Kałuszynie; utrzymywał się z gry na cymbałach po domach i podwórzach, grając niemal wyłącznie melodie tradycyjnie polskie, szczególnie mazury. Niekiedy, ale mniej chętnie, grywał także na skrzypcach. Sam zajmował się naprawą i renowacją swoich cymbałów. Nosił zaczerpnięty z Pana Tadeusza przydomek Jankiel. Zdołał z gry na cymbałach utrzymywać się przez wiele lat, a także wychować pięcioro dzieci; nie miał jednak uczniów, a ok. 1880 zaprzestał działalności muzycznej, zapewne wkrótce zmarł.
O osobie Mordko Fajermana pisał m.in. Zygmunt Gloger w Encyklopedii staropolskiej, sylwetka cymbalisty znalazła się także w Polskim Słowniku Biograficznym. Aleksander Śnieżko napisał w Polskim Słowniku Biograficznym m.in. "Starzec był wątły, a jednak gdy pałeczki ujął  palce i w cymbałki uderzył, tak się odradzał i taką miał pewność uderzenia, że dopiero poznawałeś w nim niezmordowanego i pełnego zapału artystę. Miał kilka swoich ulubionych utworów, których nie grywał na podwórkach ani za pieniądze, ale dawał jako dodatek, gdy był zaproszony do mieszkania prawdziwego swojej gry zwolennika. Był zaś bardzo czuły na pochwały, które wolał niż pieniądze, lubo i te bardzo cenił."

## Źródła
- Aleksander Śnieżko, Mordko Fajerman, w: Polski Słownik Biograficzny, tom VI, 1948